# Igreja Matriz de Arcos de Valdevez
A Igreja Matriz de Arcos de Valdevez, ou Igreja do Divino Salvador, localiza-se no Jardim dos Centenários, na freguesia de União das Freguesias de Arcos de Valdevez (São Salvador), Vila Fonche e Parada, na vila de Arcos de Valdevez, distrito de Viana do Castelo, em Portugal.
Encontra-se classificada com Imóvel de Interesse Público desde 1982.

## História
O templo foi edificado por mercê de Pedro II de Portugal (1683-1706) sobre os restos de outro, mais antigo, possivelmente medieval. As suas obras terão decorrido no período compreendido entre 1690 e 1700.
Em 1765 o arquiteto bracarense André Soares edificou, adossada ao lado sul da igreja, a Capela do Calvário, um elemento de notável sensibilidade formando um conjunto nitidamente de estilo Rococó.

## Características
Exemplar de arquitetura religiosa, apresenta planta retangular.
Em seu interior destacam-se exemplares notáveis de altares de talha, e pinturas de finais do século XVII e da segunda metade do século XVIII.